# Pinus luzmariae
Pinus luzmariae (лат.) — вид хвойных деревьев рода Сосна (Pinus). Вид имеет сходство с Pinus oocarpa. В Красную книгу МСОП вид занесён как «не находящийся под угрозой исчезновения».

## Ботаническое описание
Вечнозелёное дерево высотой от 10 до 15 метров. Диаметр ствола на высоте 1,4 м достигает 40-60 см. Хвоя растёт по три, реже по четыре штуки в игольчатом чехле. Хвоинки жёсткие, редко от 11, обычно от 14 до 17, иногда до 20 см в длину и 1,2-1,6 мм в ширину. Открытые семенные шишки длиной от 3 до 5,5 см, диаметром от 3 до 5, редко до 6 см.

## Распространение и экология
Естественный ареал вида находится в Мексике и Гондурасе. Самые крупные популяции встречаются на юге Западной Сьерра-Мадре в штате Дуранго площадью около 1000 га и на севере Халиско площадью 600 га. В обоих районах есть открытые леса на каменистой почве Климатические условия и связанные с ними типы деревьев аналогичны Pinus oocarpa. Климат в зоне распространения умеренный или мягкий, иногда с тропическим влиянием. На каменистых почвах Pinus luzmariae встречается вместе с Pinus lumholtzii и Pinus engelmannii и различными видами дуба, такими как Quercus magnoliifolia, Quercus resinosa, Quercus crassifolia и Quercus coccolobifolia.

## Охранный статус
В Красную книгу МСОП вид занесён как «не находящийся под угрозой исчезновения». Возможно, вид находится под угрозой исчезновения из-за низкого уровня репродуктивности, вызванного малым количеством фертильных семян — всего от одного до пяти на шишку. Одной из причин этого может быть выделение пыльцы в июне и июле, когда частые дожди затрудняют опыление. Другие угрозы включают пожары и незаконную вырубку деревьев.

## Систематика
Впервые вид был научно описан в 1945 году Максимино Мартинесом как Pinus oocarpa f. trifoliata, и таким образом классифицирован только как форма Pinus oocarpa. В 1948 году он поместил его как разновидность Pinus oocarpa var. trifoliata к Pinus oocarpa. Хорхе Перес де ла Роса также сумел найти другие отличительные признаки от Pinus oocarpa, кроме количества хвоинок в ножнах, и описал таксон как отдельный вид Pinus luzmariae в 1998 году. Видовое название luzmariae напоминает о сельской школьной учительнице Переса де ла Росы Лус Марии Вильяреаль де Пуга. Некоторые авторы, например Джеймс Экенвальдер, не признают этот таксон отдельным видом, а рассматривают название Pinus oocarpa var. trifoliata только как синоним Pinus oocarpa.